# Kloster Bosserville

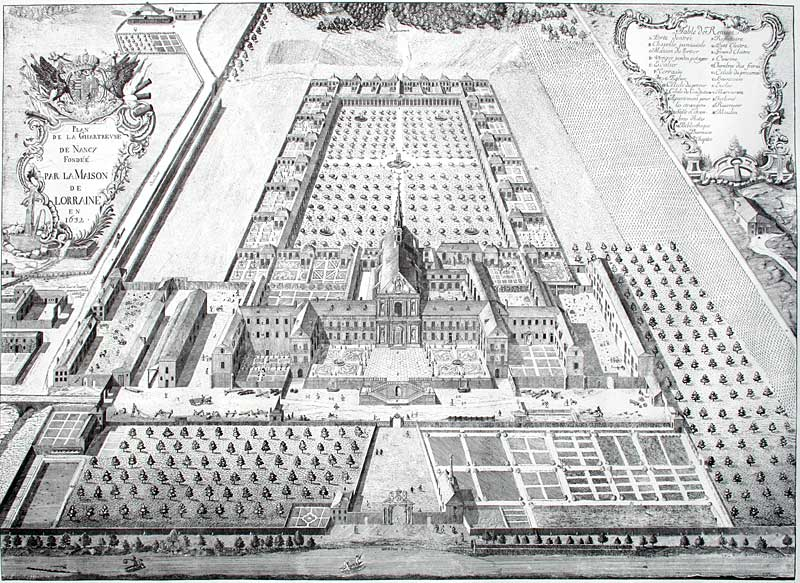
Bosserville um 1700

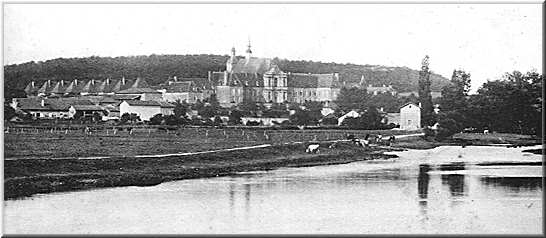
Ansicht um 1910

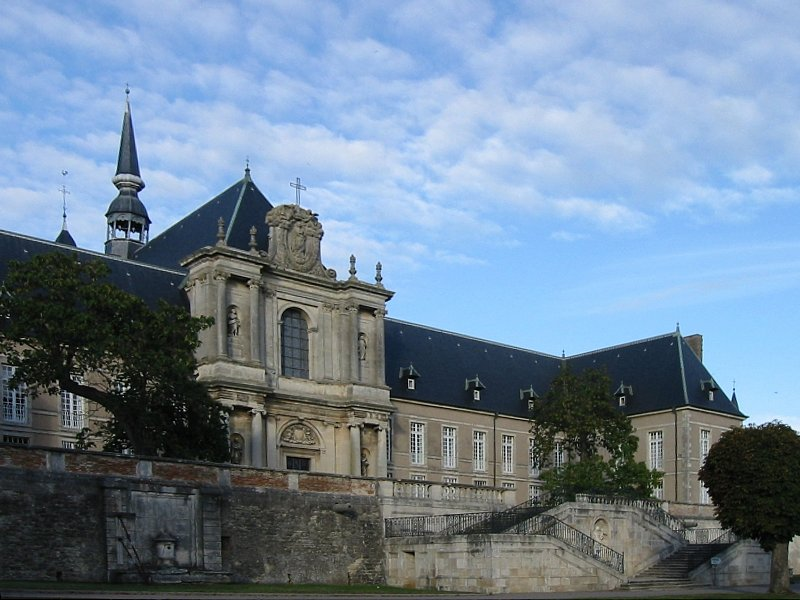
Heutige Ansicht

Die Chartreuse de Bosserville ist eine ehemalige Kartause des Kartäuserordens bei Art-sur-Meurthe an der Meurthe vor den Toren von Nancy im Département Meurthe-et-Moselle in Lothringen.

## Geschichte
Das von Kartäusern aus Rettel besiedelte Kloster wurde 1632 durch Herzog Karl IV. von Lothringen gestiftet, der nach seinem Tode 1697 hier beigesetzt wurde. Das Kloster wurde ursprünglich in Laxou gegründet, 1666 nach einem Hexenprozess gegen Melchior de la Vallée nach Art-sur-Meurthe verlegt. Giovanni Betto übernahm zusammen mit Cl.-Th. Gentillâtre ab 1666 die Bauleitung. Die Kirche wurde 1712 geweiht, das Kloster 1731 vollendet. Nach Aufhebung 1792 waren von 1835 bis 1905 wieder Kartäuser in Bosserville ansässig, die hier ein Priesterseminar unterhielten. Heute beherbergt das ehemalige Kloster ein katholisches Privatgymnasium.

## Anlage
Bosserville ist eines der besterhaltenen Kartäuserklöster des Barock in Frankreich. Die symmetrische Anlage mit zentraler, einschiffiger Klosterkirche mit schlossartigen Seitenflügeln zur Schauseite mit Terrasse und Freitreppe zum Ufer der Meurthe, die eine insgesamt 130 m breite Fassade bildet, war präformativ für weitere Kartäuserklöster der Region (Kloster Karthaus, Kloster Rettel). Die Kirchenfassade mit monumentaler zweigeschossiger ionisch-korinthischer Säulenordnung ist eine Reduzierung der klassischen französischen dreigeschossigen Ordnung (dorisch-ionisch-korinthisch; vgl. Saint-Gervais in Paris). Im Inneren des Kirchenraums dominiert ein schweres Konsolgesims auf korinthischen Pilastern; die ursprüngliche Ausstattung ist nach der Französischen Revolution verloren gegangen. Rückwärtig liegt der weiträumige rechteckige Kreuzgang mit den Einzelhäuschen der Mönche.